# アラスカの日
アラスカの日はアメリカ合衆国アラスカ州の公休日で毎年10月18日をあてている。アメリカがロシアからアラスカを購入し、移譲式が正式に執り行われた1867年10月18日に由来する記念日である。

## 背景
1867年3月30日、アメリカはアラスカをロシアから720万USドルで購入。およそ半年後、アメリカ政府代表団がアラスカ・シトカに入り、フォートシトカで領土移譲式が正式に執り行われた日が1867年10月18日である。250名のアメリカ兵が公邸「キャッスルヒル」まで行進、ロシア兵によるロシア国旗降納に続きアメリカ国旗掲揚が行われた。
ラベル・ルソー将軍からウィリアム・スワード国務長官にあてた報告書には次のように記してある。
サンクトペテルブルクとシトカの時差11時間、あるいは相手国がいまだユリウス暦を採用するにかんがみ、日付は場合により10月7月と表されるものと考察する。

## 祝典
1917年、アラスカ準州議会は10月18日をアラスカの公休日と定め、公務員の有給休暇とした。シトカでは学校は半休、休業する企業も多く、市民は記念パレードや領土移譲式の国旗掲揚を再現する祝典などに参加する。
アラスカがロシア領からアメリカ領に移ったことを記念する日には、これと別に「スワードの日」がある。アラスカ購入が調印された1867年3月30日にちなみ、毎年3月の最終月曜日をあてている。

## 関連資料
書籍 
- (英語) The Constitution of the State of Alaska. Juneau, U.S.A.: State of Alaska. (2011-04-07). OCLC 4435450 アラスカ州憲法

- Hallock, Charles (2013-09-04) (英語). Our New Alaska, Or, the Seward Purchase Vindicated. Nabu Press. ISBN 9781287364085 アラスカ州とは　スワードのアラスカ購入は何だったのか

 ウェブサイト 
- Office of the Historian: “Purchase of Alaska, 1867” (英語). Milestones: 1866–1898.   Office of the Historian, Bureau of Public Affairs, United States Department of State. 2016年10月14日閲覧。 歴史のひとこま：アラスカ購入